# Đắk N'Drót
Đắk N'Drót là một xã thuộc huyện Đắk Mil, tỉnh Đắk Nông, Việt Nam.

## Địa lý
Xã Đắk N'Drót nằm ở phía đông bắc huyện Đắk Mil, có vị trí địa lý:
- Phía đông giáp xã Đắk R'La
- Phía tây và phía nam giáp xã Đức Mạnh
- Phía bắc giáp xã Đắk Lao và xã Đắk R'La.

Xã Đắk N'rót có diện tích 46,53 km², dân số năm 2019 là 7.273 người, mật độ dân số đạt 156 người/km².

## Hành chính
Xã Đắk N'Drót được chia thành 9 thôn: 1, 2, 3, 4, 5, 6, 7, 8, 9 và 2 bon: Đắk Me, Đắk R'la.

## Lịch sử
Xã Đắk N'Drót được thành lập vào ngày 6 tháng 6 năm 2005 trên cơ sở 3.320 ha diện tích tự nhiên và 234 người của xã Đức Mạnh, 1.428 ha diện tích tự nhiên và 3.207 người của xã Đắk R'La.
Sau khi thành lập, xã có 4.748 ha diện tích tự nhiên và 3.441 người.
Ngày 30 tháng 9 năm 2019, Hội đồng Nhân dân tỉnh Đắk Nông ban hành Nghị quyết 24/NQ-HĐND về việc:
- Sáp nhập một phần thôn 9 vào thôn 3
- Sáp nhập thôn 10 vào phần còn lại thôn 9.